# フルタニマサエ
フルタニ マサエは、料理研究家。「マダムマーサ・クッキングスタジオ」主宰。

## 略歴
料理（和・洋・中）のほか、フラワーアレンジメント、テーブルコーディネート、ワイン、紅茶、チーズ等幅広く学ぶ。世界各国（アメリカ・ヨーロッパ・アフリカ・アラブ・アジア諸国）を料理研究のため訪問。
1984年料理研究家として活動を開始し、テレビ・新聞・雑誌等で、和・洋・中のジャンルにとらわれない独自のアイディア料理を紹介。料理、お菓子、テーブルコーディネート、マナー等、料理と食文化をトータルして学べる教室も開いている。

## 主な出演番組
- はなまるマーケット （TBS）：「とくまる」に不定期出演

### 放送終了もしくは降板した番組
- Oha!4 NEWS LIVE（日テレNEWS24（CS）・日本テレビ、番組そのものは継続中）

2010年11月1日 - 2011年12月26日の間、毎週月曜第1部4時台の特集「おしえて!Oha!クッキンGoo」の講師役を担当。2011年11月7日以降は、「マダムマーサ・クッキングスタジオ」卒業生のさぎたにあやこ・梶谷優子も新たに講師役に加わるため、毎週出演ではなくなった。2011年12月26日をもって当該コーナーが廃された。
- おもいッきりイイ!!テレビ（日本テレビ）
- 生活ほっとモーニング（NHK総合）
- 朝は楽しく! （テレビ東京）　ほか

## 主な出版物
- 『こどものかわいいおべんとう』（成美堂出版）
- 『21世紀の野菜をおいしく食べよう！』（河出書房新社）
- 『すぐできる素敵なおもてなしメニュー 』（成美堂出版）
- 『やっぱりおいしい基本の洋食』（成美堂出版）
- 『マイナスイオンで癒される―"家電・グッズ選び"から、料理レシピまで 』（宝島社）共著
- 『「塩上手」は料理上手』（主婦と生活社）
- 『おいしさと栄養をひきだす野菜料理事典』（成美堂出版）
- 『おいしい！楽しい！園児のおべんとう 』（成美堂出版）
- 『つくりたくなるおいしい朝ごはん。』（成美堂出版）
- 『はじめての料理 基本のきほん 』（ナツメ社 ）
- 『トマトのちから』（日東書院本社）共著
- 『ご当地限定！おいしい野菜の食べ方』（日東書院本社）